# Мамітько Володимир Іванович
Володи́мир Іва́нович Мамітько — майор Збройних сил України, учасник російсько-української війни.

## Короткий життєпис
Діди Володимира воювали на фронтах Другої світової війни, повернулися живими; старший брат Валерій — кадровий військовик. 1991 року закінчив Київське танкове училище, підписав контракт резервіста.
Депутат Переяслав-Хмельницької районної ради. У грудні 2014-го добровольцем відправився на фронт. Більш як два місяці з підлеглими бійцями виконував бойові накази під Дебальцевим; свій пост залишив за наказом комадування власне останнім, виходячи з Дебальцевого разом із керівництвом сектору С — 17 лютого 2015-го. Бойову службу з Володимиром несли земляки із села Леськи — Василь Мостовий та Віталій Барановський.
Станом на квітень 2015-го — представник Переяслав-Хмельницького військового комісаріату.

## Нагороди
За особисту мужність і героїзм, виявлені у захисті державного суверенітету та територіальної цілісності України, вірність військовій присязі під час російсько-української війни, відзначений — нагороджений
- 27 червня 2015 року — орденом «За мужність» III ступеня.